# Yingkiong
Yingkiong es una localidad de la India situada en el distrito del Alto Siang, en el estado de Arunachal Pradesh. Según el censo de 2011, tiene una población de 6540 habitantes.
Es el centro administrativo del distrito.